# Чернышёвка (Липецкая область)
 Чернышёвка  — деревня Воронецкого сельсовета Елецкого района Липецкой области.

## География
Чернышёвка находится в южной части Елецкого района, в 9 км к юго-западу от Ельца. Располагается на правом берегу реки Быстрая Сосна.

## История
Впервые упоминается в XVIII веке, как одно из селений в приходе церкви Косьмы и Дамиана села Крутое.
В «Списке населенных мест» Елецкого уезда Орловской губернии 1866 года упоминается как «деревня казённая, 22 двора, 315 жителей».
Согласно переписи населения 1926 года Чернышевка — центр сельсовета, в ней 142 двора и 686 жителей. В 1932 году числится 773 человека.

## Население
| 2010 |
| ---- |
| 268  |

## Транспорт
Через Чернышёвку проходит шоссе Долгоруково — Елец.

## Достопримечательности
В соседней деревне Шаталовка находится дендрологический парк и усадьба помещиков Хвостовых (середина XIX века).